# Чижувек
Чижувек (пол. Czyżówek, нім. Gräflich Zeisau) — село в Польщі, у гміні Ілова Жаганського повіту Любуського воєводства.
Населення — 535 осіб (2011).
У 1975-1998 роках село належало до Зеленогурського воєводства.

## Демографія
Демографічна структура станом на 31 березня 2011 року:
|          | Загалом | Допрацездатний вік | Працездатний вік | Постпрацездатний вік |
| -------- | ------- | ------------------ | ---------------- | -------------------- |
| Чоловіки | 260     | 43                 | 197              | 20                   |
| Жінки    | 275     | 53                 | 176              | 46                   |
| Разом    | 535     | 96                 | 373              | 66                   |